# Foucarmont
Foucarmont là một xã trong vùng hành chính Normandie, thuộc tỉnh Seine-Maritime, quận Dieppe, tổng Blangy-sur-Bresle. Tọa độ địa lý của xã là 49° 50' vĩ độ bắc, 01° 34' kinh độ đông. Foucarmont có điểm thấp nhất là 103 mét và điểm cao nhất là 203 mét. Xã có diện tích 7,28 km², dân số vào thời điểm 2005 là 1045 người; mật độ dân số là 144 người/ km².

## Thông tin nhân khẩu
| 1962 | 1968 | 1975 | 1982 | 1990 | 1999  |
| ---- | ---- | ---- | ---- | ---- | ----- |
| 924  | 955  | 926  | 954  | 993  | 1 045 |